# پانامپیتیا
پانامپیتیا (به لاتین: Pannampitiya) یک منطقهٔ مسکونی در سری‌لانکا است که در استان مرکزی (سری‌لانکا) واقع شده‌است.